# Diego Graieb
Diego Carlos Graieb (Córdoba, Argentina, 8 de junio de 1974) es un exfutbolista argentino que jugó como delantero. Es hermano del futbolista Rodolfo Graieb.

## Trayectoria
Graieb debutó en 1993, con la camiseta de Talleres. En su primera temporada ascendió a Primera División, al vencer el equipo al Instituto Atlético Central Córdoba en la final por el segundo ascenso. En el año 1998 se mudó a San Miguel de Tucumán, para jugar en Club Atlético Tucumán. En 1999 llegó al Club Atlético Huracán, que ese año ascendió a Primera División. En 2001 pasó a Club Atlético Los Andes. En 2002 jugó para Platense. En la temporada 2002/03 jugó en el Racing de Ferrol, de España. En 2003 jugó en el Gimnasia de Concepción del Uruguay. A mediados de 2004 se mudó a Guatemala para jugar en Deportivo Suchitepéquez. En 2005 volvió a su país y se sumó a Club Atlético Estudiantes de Buenos Aires, donde se retiró del fútbol.

## Clubes
| Club                                      | País      | Temporada |
| ----------------------------------------- | --------- | --------- |
| Club Atlético Talleres                    | Argentina | 1993-1998 |
| Club Atlético Tucumán                     | Argentina | 1998-1999 |
| Club Atlético Huracán                     | Argentina | 1999-2001 |
| Club Atlético Los Andes                   | Argentina | 2001      |
| Club Atlético Platense                    | Argentina | 2002      |
| Racing Club de Ferrol                     | España    | 2002-2003 |
| Gimnasia de Concepción del Uruguay        | Argentina | 2003-2004 |
| Deportivo Suchitepéquez                   | Guatemala | 2004      |
| Club Atlético Estudiantes de Buenos Aires | Argentina | 2005-2006 |

## Palmarés

### Torneos locales
| Título     | Equipo                | País      | Año     |
| ---------- | --------------------- | --------- | ------- |
| B Nacional | Club Atlético Huracán | Argentina | 1999/00 |

### Otros logros
| Título                     | Club                   | País      | Año     |
| -------------------------- | ---------------------- | --------- | ------- |
| Ascenso a Primera División | Club Atlético Talleres | Argentina | 1993-94 |